# Bedizzole
Bedizzole – miejscowość i gmina we Włoszech, w regionie Lombardia, w prowincji Brescia.
Według danych na rok 2004 gminę zamieszkiwało 9326 osób, 358,7 os./km².